# Weekend Players
Weekend Players is een ambient/electronic muziek duo uit Engeland bestaande uit Rachel Foster en Andy Cato.
Foster is de vocaliste en maakt samples voor de meeste nummers, Cato is de producer van dit duo.
Kenmerkend voor Weekend Players is dat hun sound redelijk varieert per nummer binnen één album. Het nummer 'Jericho' van hun debuutalbum Pursuit of Happines is door zijn extreem traag tempo duidelijk lounge, het nummer 'Into The Sun' is daarentegen dance en behaalde ook nummer 1 in de hitlijst Dance Music/Club Play in 2003.
In de populaire misdaadserie CSI: Crime Scene Investigation en CSI: Miami zijn meerdere nummers van Weekend Players gebruikt.
Andy Cato is naast Weekend Players ook nog lid van de populaire house groepering Groove Armada
Hun grootste hits tot nu toe zijn '21st Century' en 'Into The Sun'